# Protoleptops magnificus
Protoleptops magnificus là một loài tò vò trong họ Ichneumonidae.